# Джозеф Мускат
Джозеф Мускат (мальт. Joseph Muscat, нар. 22 січня 1974, П'єта, Мальта) — мальтійський політик і державний діяч.

## Життєпис
Джозеф Мускат народився в передмісті столиці Мальти. 1996 року закінчив Мальтійський університет за спеціальністю політологія. Спеціальність менеджмент вивчав в Бристольському університеті.
Мускат працював журналістом на радіостанції Лейбористської партії. Наприкінці XX ст. Джозеф Мускат очолив молодіжну організацію Лейбористської партії. З 2001 по 2004 він редагував партійну печатку в інтернеті. Став депутатом парламенту. Після поразки лейбористів на парламентських виборах 2008 року лідер партії Альфред Сант пішов у відставку. Мускат очолив Лейбористську партію, перемігши нинішнього президента Мальти Джорджа Абелу. Він також з 2008 а став лідером опозиції в парламенті країни.
Уряд Лоренса Гонзі зазнало поразки при голосуванні по бюджету 2013, що аналогічно вотуму недовіри уряду. Гонзі оголосив про розпуск Палати представників Парламенту 7 січня і призначення виборів на 9 березня. Перемогу на цих виборах здобула Лейбористська партія Мальти, набравши близько +55 % голосів виборців.
Після цього 11 березня 2013 Мускат призначений прем'єр-міністром країни. 29 листопада 2019 заявив, що подає у відставку з посади. Заяву він пояснив політичною та правовою кризою через розслідування вбивства журналістки Дафни Каруани Галізії.

## Сім'я
Джозеф Мускат одружений і має двох дочок-близнючок.

## Факти
- Джозеф Мускат був наймолодшим прем'єр-міністром у світі протягом двох перших місяців.
- Прем'єр-міністр Мальти є одним з наймолодших керівників глав держав та урядів у світі.
- Джозеф Мускат став наймолодшим прем'єр-міністром Мальти за весь час незалежності.

## Нагороди
- Орден князя Ярослава Мудрого II ст. (Україна, 15 травня 2017) — за визначний особистий внесок у розвиток українсько-мальтійських міждержавних відносин[2]